# Dellach
Dellach osztrák község Karintia Hermagori járásában. 2016 januárjában 1233 lakosa volt.

## Elhelyezkedése

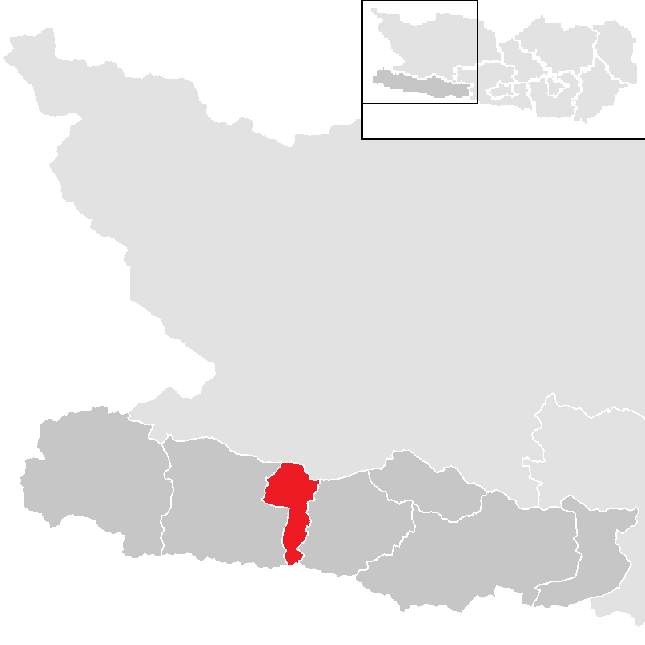
Dellach a Hermagori járásban

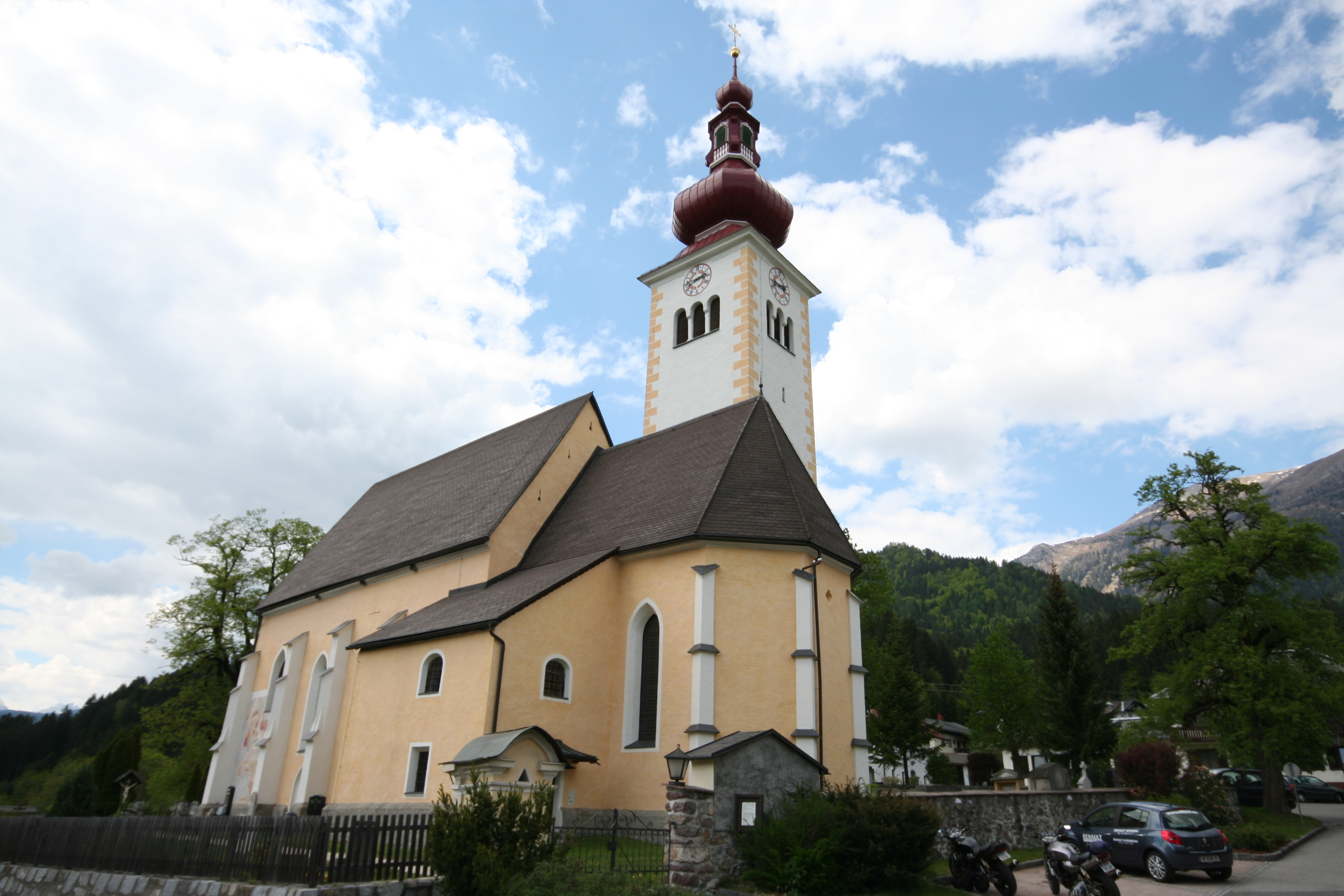
A Szt. Dániel-templom

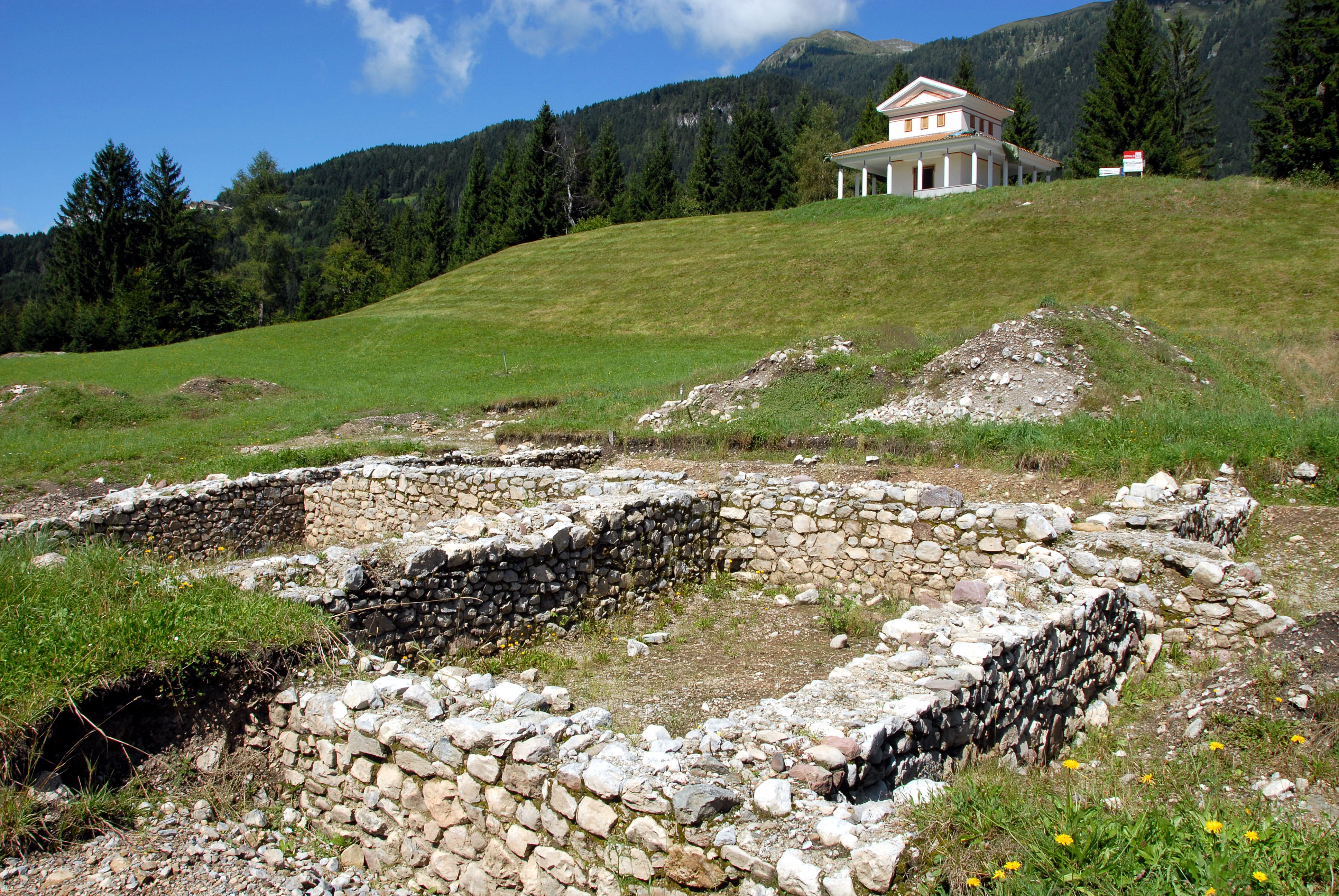
Ókori házak maradványai Gurinában

Dellach Karintia délnyugati részen fekszik az olasz határ mellett, a Gail folyó felső szakaszán. Legmagasabb pontja a Gailtali-Alpok legnagyobb hegye, a 2371 méteres Reißkofel. Az önkormányzat 12 falut és egyéb települést fog össze: Dellach (624 lakos), Goldberg (21), Gurina (14), Höfling (3), Leifling (145), Monsell (8), Nölbling (114), Rüben (5), Sankt Daniel (257), Siegelberg (0), Stollwitz (29), Wieserberg (9).
A környező települések: nyugatra Kötschach-Mauthen, északra Dellach im Drautal és Berg im Drautal, keletre Kirchbach, délre Paularo (Olaszország). 

## Története
A régészeti leletek tanúsága szerint Dellachot már a hallstatti kultúra népei is lakták. Gurina közelében i.e. 600 és 400 között virágzó település létezett, amelynek lakói rézfeldolgozással is foglalkoztak. A római hódítás után feltehetőleg itt jött létre az első városok egyike.
Dellach első említése 1370-ből származik Doelach formában. Neve a szláv dole (lenti, völgyoldal) szóból származik. A régészek a mai plébániatemplom vizsgálata során legalább négy korábbi épület nyomaira bukkantak a Karoling-kortól a késő román stílusú templomig, vagyis feltehetően a kora középkor óta lakott volt a település.
A régió uralmát - később a közeli Pittersbergi várral együtt - Goldenstein vára biztosította. Tulajdonosaik a von Görz-Tirol grófok voltak, majd kihalásuk után a Habsburgokhoz került, akik 1524-ben Gabriel von Salamancának adományozták az ortenburgi grófi címmel egyetemben. A grófi címet és Goldensteint 1640-ben a Widmann-fivérek vásárolták meg, de már 1662-ben továbbadták Ferdinand de Porciának. Az ő családjáé maradt Dellach 1848-ig, a vár pedig egészen 1918-ig.
A középkor során cink- és rézlelőhelyeket találtak a falu közelében és Dellach virágzó bányászközséggé vált. A 18-19. században vasércet is bányásztak; akkor egy felmérés során 291 bányászt és fémmunkást számláltak össze a településen.
Dellach önkormányzata 1850-ben alakult meg, területe azóta nem változott.

## Lakosság
A dellachi önkormányzat területén 2016 januárjában 1233 fő élt, ami jelentős visszaesést jelent a 2001-es 1373 lakoshoz képest. Akkor a helybeliek 96,1%-a volt osztrák, 2,2% német állampolgár. 85,9%-uk római katolikusnak, 11,9% evangélikusnak, 1% pedig felekezeten kívülinek vallotta magát.

## Látnivalók
- Szt. Dániel-plébániatemplom
- a wieserbergi Szt. Ilona-templom
- a gurinai régészeti kiállítás
- Goldenstein várának romjai
- Karintiai Alpok Geopark (GeoPark Karnische Alpen)

## Fordítás
- Ez a szócikk részben vagy egészben  a   Dellach (Gailtal) című német Wikipédia-szócikk ezen változatának fordításán alapul.  Az eredeti cikk szerkesztőit annak laptörténete sorolja fel. Ez a jelzés csupán a megfogalmazás eredetét és a szerzői jogokat jelzi, nem szolgál a cikkben szereplő információk forrásmegjelöléseként.